# Jorge Rodríguez Esquivel
Jorge Rodríguez Esquivel (* 18. April 1968 in Toluca; † 8. August 2024) war ein mexikanischer Fußballspieler, der zu Beginn seiner Karriere im Sturm agierte und später im Mittelfeld eingesetzt wurde.

## Leben

### Verein
Rodríguez begann seine Profikarriere 1988 bei seinem Heimatverein Deportivo Toluca, für den er bis 1995 unter Vertrag stand und meistens auf der Position des Stürmers agierte. In 198 Spielen für die Diablos Rojos erzielte er 39 Tore.
Anschließend wechselte er zu Santos Laguna, wo er vorwiegend im Mittelfeld eingesetzt wurde. Während er bis Ende 1996 Stammspieler war und somit entscheidend am Meistertitel des Torneo Invierno 1996 beteiligt war, absolvierte er 1997 aufgrund einer Erkrankung am Evans-Syndrom nur noch neun Spiele und musste seine aktive Laufbahn anschließend für mehrere Jahre unterbrechen.
Erst in den Spielzeiten 2001/02 bis 2003/04 gelang ihm ein Comeback in Reihen des CF Pachuca, wobei er in diesen drei Jahren lediglich auf 19 Einsätze kam.

### Nationalmannschaft
Sein Debüt im Dress der mexikanischen Nationalmannschaft feierte Rodríguez am 13. März 1991 in einem torlosen Freundschaftsspiel gegen Argentinien. Seinen letzten Länderspieleinsatz absolvierte er am 20. November 1996 beim 3:1-Sieg gegen El Salvador.
Seine beiden ersten Länderspieltore erzielte er am 18. Juli 1993 beim 8:0 gegen Kanada. Sein dritter Treffer gelang ihm am 24. Februar 1994 beim 2:1-Erfolg gegen Schweden.
Höhepunkt seiner Länderspielkarriere war die Teilnahme an der Fußball-Weltmeisterschaft 1994, bei der er lediglich im Auftaktspiel gegen Norwegen (0:1) fehlte, aber in den übrigen drei WM-Spielen der Mexikaner mitwirkte.

## Erfolge
- Mexikanischer Meister: Invierno 1996